# Republic of Untouchable
Republic of Untouchable ist das zweite Studioalbum der deutschen Rap-Crew Witten Untouchable, bestehend aus den Rappern Lakman, Kareem und Mess sowie dem Produzenten Rooq. Es erschien am 13. Januar 2017 beim Independent-Label Eartouch Entertainment und wird über Groove Attack vertrieben.

## Hintergrund
Am 18. November 2016 wurde das Album über den Facebook-Account von Witten Untouchable angekündigt. Am 28. November 2016 wurde die erste Single Propaganda auf den YouTube-Kanal von Eartouch Entertainment veröffentlicht. Es ist das zweite Studioalbum der Rap-Crew. Wie bei anderen Produktionen der Band üblich, wurde es von Rooq produziert.
Von Februar bis Mai ging Witten Untouchable auf die Pentagon Tour.

## Titelliste
| #  | Titel                        | Länge |
| -- | ---------------------------- | ----- |
| 1  | Gettin’Higher                | 0:49  |
| 2  | Propaganda                   | 4:03  |
| 3  | Untouchable Workout          | 3:24  |
| 4  | Rette sich wer kann          | 4:06  |
| 5  | Handy hoch                   | 3:49  |
| 6  | Jules Verne                  | 3:22  |
| 7  | Aftershow                    | 3:57  |
| 8  | Offday                       | 3:46  |
| 9  | Erinnerungsskitze            | 0:19  |
| 10 | Erinnerung                   | 3:23  |
| 11 | Undankbarer Job              | 4:05  |
| 12 | Wenn ich fall’               | 3:29  |
| 13 | Was hat das mit mir zu tun?! | 3:56  |
| 14 | Augen offen / Blick leer     | 2:56  |
| 15 | Bring me down                | 0:49  |
| 16 | Das hier ist mein Leben      | 3:45  |

## Rezeption
Das Album konnte sich auf Platz 21 der deutschen Albumcharts platzieren. Es ist die erste Chartplatzierung eines Albums der Band. Es erhielt überwiegend positive Rezensionen.
Jan Burger von Fachmagazin Juice Magazin schreibt, es könne zunächst „den Eindruck erwecken, [Witten Untouchable] seien [sic!] stehen geblieben [und] hätten von Cloud und Trap nichts mitbekommen“. Doch sie machen sich trotzdem „keine Mühe“, um „kommerziell zu sein“. Der Rezensent sehe weiterhin „kein Versuch der Anpassung oder Annäherung“ an den Mainstream-Rap.
Skinny von der E-Zine rap.de urteilt: Die „monumental-bedrohlichen Samples“ von Rooq seien „abwechslungsreich“. Mehr noch: Sie „verleihen dem Album einen einheitlichen, aber nie repetitiven Sound“. Der Rap-Teil enthalte zwar „starke Flows und komplexe Reimketten“, doch „viele Punchlines wirken behelfsmäßig und dienen eher als Mittel zum Zweck.“. Er resümiert am Ende trotzdem aus einer überwiegend positiven Perspektive: Am Ende sei es „geheimnisvoll“ und „unberechenbar“.
Die Redaktion des Backspin Hip Hop Magazin bewertete das Album insgesamt mit 6,7 von 10 Punkten. In ihren zweiten Studioalbum knüpfen „Lakmann, Mess und Al Kareem stilsicher an das Debüt an und bieten erneut düsteren Kopfnicker-Rap“.